# El bígam
El bígam és una pel·lícula dirigida i interpretada per Ida Lupino l'any 1953. Una de les poques directores del període clàssic de Hollywood.

## Sinopsi
Harry Graham és un representant comercial que per motiu de feina ha de viatjar contínuament a Los Ángeles des de San Francisco, on ell hi resideix amb la seva dona Eve. El matrimoni ha iniciat uns tràmits per a adoptar un fill, però el marit comença a posar-se nerviós quan Mr. Jordan, el cap de l'empresa d'adopció, els comenta que a partir d'ara les seves vides privades seran investigades. Llavors, Mr. Jordan descobreix que Harry té a Los Ángeles una altra dona, Phylis, amb qui acaba de tenir un fill.

## Curiositats
El guionista i productor de la pel·lícula, Collier Young, va estar casat amb les dues actrius protagonistes, Ida Lupino (1948-1951) i la Joan Fontaine (1952-1961)
Repartiment
- Ida Lupino Phyllis Martin
- Edmond O'Brien Harry Graham
- Joan Fontaine Eve Graham
- Lillian Fontaine Miss Higgins
- Edmund Gwenn Mr. Jordan
- Kenneth Tobey Tom Morgan